# Nemesio Jiménez
Nemesio Amancio Jiménez Garrido (Toledo, 10 de febrero de 1946), es un exciclista español, profesional entre 1968 y 1975, cuyo mayor éxito deportivo lo logró en la Vuelta a España cuando, en la edición de 1969, logró 1 victoria de etapa. También logró la medalla de bronce en el Campeonato de España de Ciclismo en Ruta en el año 1970. Es recordado por ser uno de los corredores más destacados a principios de los años setenta del equipo español Kas que lideraba el escalador asturiano José Manuel Fuente «El Tarangu».

## Biografía
Como amateur participó en la prueba de contrarreloj por equipos de los Juegos Olímpicos de 1968 celebrados en México, finalizando en el puesto 12º. Ese mismo año queda campeón en la Contrarreloj Amateur de Verviers de 100 km junto con los españoles José Gómez Lucas, Miguel Mari Lasa y José Antonio González Linares.
Ha participado a lo largo de su etapa profesional en 7 Vueltas a España, 4 Tours de Francia y 2 Giros de Italia.
Actualmente reside en la localidad toledana de Yuncler y durante muchos años ha sido el dueño de un negocio de venta y reparación de bicicletas en Toledo.

## Palmarés y clasificaciones mundiales
1968
- Clásica de los Puertos de Guadarrama

1969
- 1 etapa de la Vuelta a España
- Gran Premio Nuestra Señora de Oro

1970
- 3º en la Campeonato de España de Ciclismo en Ruta

1974
- 1 etapa en la Vuelta a La Rioja

## Resultados en las Grandes Vueltas y Campeonatos del Mundo
| Carrera                                  | 1968 | 1969 | 1970 | 1971 | 1972 | 1973 | 1974 | 1975 |
| ---------------------------------------- | ---- | ---- | ---- | ---- | ---- | ---- | ---- | ---- |
| Giro de Italia                           | -    | -    | -    | -    | -    | 66.º | Ab.º | -    |
| Tour de Francia                          | -    | 61.º | 74.º | 61.º | Ab.º | -    | -    | -    |
| Vuelta a España                          | -    | 64.º | 32.º | 32.º | 44.º | 36.º | Ab.º | Ab.º |
| Campeonato de España de Ciclismo en Ruta | -    | -    | 3º   |      | -    | -    | -    | -    |

-: no participa

Ab.: abandono

## Equipos
- KAS-Kaskol (1968-1974)
- Monteverde-Sanson (1975)